# Revista Comarcal Montaña de Riaño
La Revista Comarcal Montaña de Riaño, en ocasiones solo Revista Comarcal, es una publicación española de divulgación cultural sobre la montaña oriental leonesa.

## Historia
La Revista Comarcal Montaña de Riaño inició su andadura en abril de 2001, con el propósito de informar y dar a conocer la riqueza cultural de la montaña oriental leonesa, a través del testimonio de sus gentes y del resultado de las investigaciones de diversos expertos, la mayoría procedentes del ámbito académico, humanistas, escritores...
Los artículos fueron de acceso libre online hasta 2016.

## Temática
Son temas habituales en la Revista Comarcal los relatos contemporáneos ambientados en la montaña, los artículos de historia, los escritos sobre costumbres y tradiciones, la riqueza paisajística, la flora, la fauna, así como canciones y poemas rescatados de los distintos pueblos. La revista pretende afianzar la idea de comarca, y reflejar su historia, costumbres y paisajes.
La revista es referencia en todos los temas relacionados con la montaña de Riaño. Su labor cultural y dinamizadora de la zona ha sido destacada por varios autores.
Los hechos de actualidad y los problemas de la zona son recogidos en la Gacetilla Local interior.

## Publicación
Editada por la Asociación Cultural Bierón, la Revista Comarcal imprime cuatro números por año sin una fecha concreta (habitualmente marzo, junio, agosto, diciembre), con una tirada de unos ochocientos ejemplares.
La revista se distribuye por suscripción, así como en diversos comercios de la región y a través de la página web de la revista. 